# کلوین آبرفا
کلوین آبرفا (انگلیسی: Kelvin Abrefa؛ زادهٔ ۹ دسامبر ۲۰۰۳) بازیکن فوتبال است.